# Переда, Хосе
Хосе Антонио Переда Мауама (исп. José Antonio Pereda Maruyama; родился 8 сентября 1973 года в Лиме, Перу) — перуанский футболист, завершивший игровую карьеру, выступал на позиции опорного полузащитника. Участник Кубка Америки 1999 в составе сборной Перу.

## Карьера
Переда воспитанник клуба «Университарио». Почти всю свою карьеру он провёл на родине. Наибольшую известность он приобрел выступая за свой родной «Университарио» и «Сьенсиано», в которые он возвращался несколько раз в течение своей карьеры, а также аргентинского «Бока Хуниорс» за который Хосе выступал с 1998 по 2001 год.
В составе «Университарио» Переда стал четырёхкратным чемпионом первенства Перу, в 1992, 1993 в свой второй приход в клуб в 1998 и в свой третий приход в 2002 году. В составе «Бока Хуниорс» он трижды выиграл аргентинскую Примеру, в также стал двукратным обладателем Кубка Либертадорес и стал обладателем Межконтинентального кубка в 2000 году.

## Международная карьера
В сборной Перу Переда дебютировал в 1996 году и выступал за неё до 2001 года. За этом время в составе национальной команды он принял участие в розыгрыше Кубка Америки в 1999 году.

## Личная жизнь
Мать Переды имеет японские корни. В 1993 году женился, у него трое детей: Наоми (1994 г.р.), Себастьян (1998 г.р.) и Кими (2002 г.р.).

## Достижения
Командные
 «Университарио»
- Чемпионат Перу по футболу — 1992
- Чемпионат Перу по футболу — 1993
- Чемпионат Перу по футболу — 1998
- Чемпионат Перу по футболу — 2002

 «Бока Хуниорс»
- Чемпионат Аргентины по футболу — Апертура 1998
- Чемпионат Аргентины по футболу — Клаусура 1999
- Чемпионат Аргентины по футболу — Апертура 2000
- Обладатель Кубка Либертадорес — 2000
- Обладатель Кубка Либертадорес — 2001
- Обладатель Межконтинентального кубка — 2000